# Ekspedycja Discovery

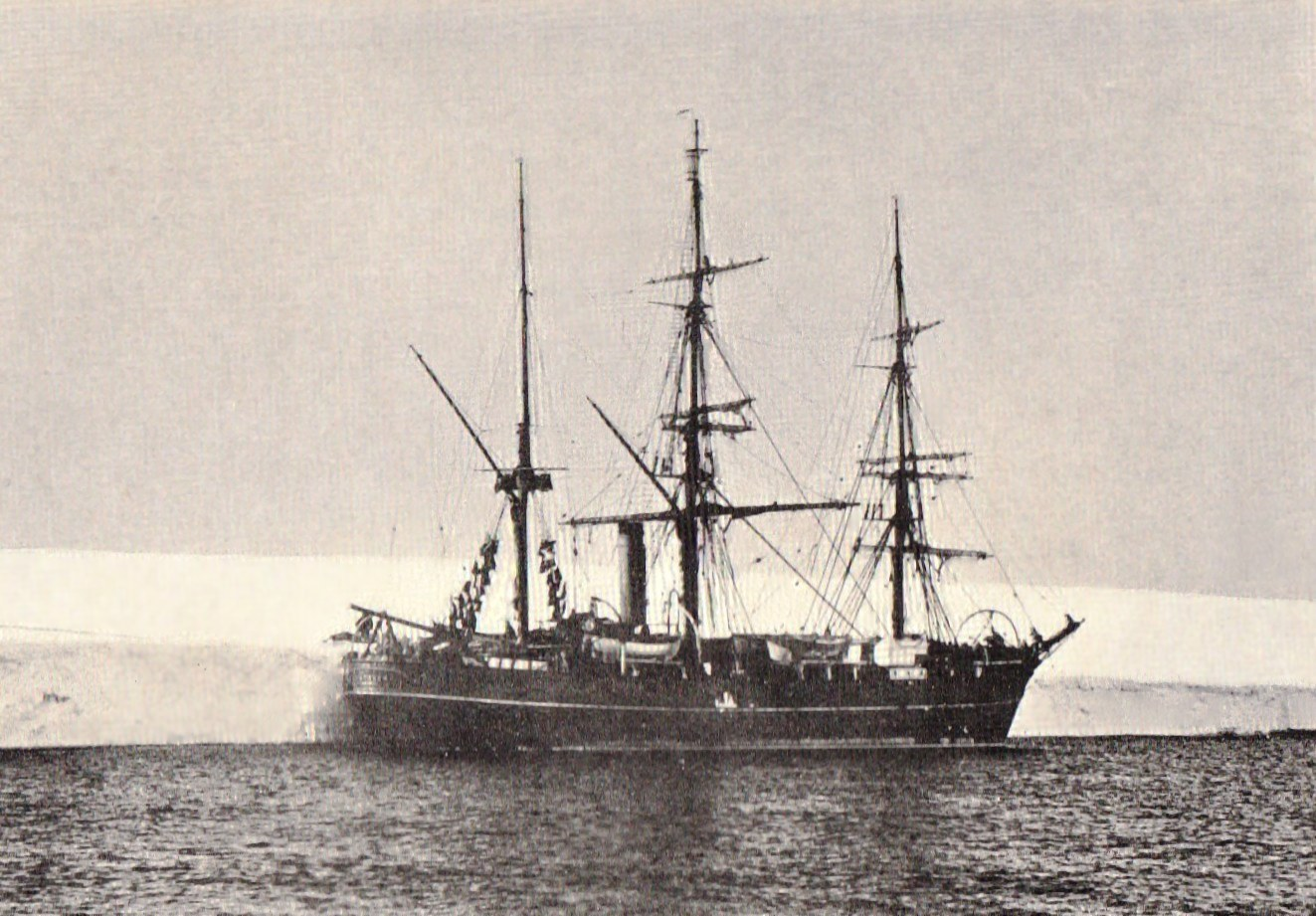
Okręt Discovery w Antarktyce, przy Lodowcu Szelfowym Rossa

Ekspedycja Discovery – nazwa zorganizowanej w latach 1901–1904 przez Royal Geographical Society i Royal Society Brytyjskiej Narodowej Ekspedycji Antarktycznej (ang. British National Antarctic Expedition, 1901–04). Była to pierwsza oficjalna brytyjska wyprawa eksploracyjna w rejon Antarktydy od czasu wyprawy Jamesa Clarka Rossa sześćdziesiąt lat wcześniej. W jej ramach dokonano badań naukowych i eksploracji geograficznej rejonu, który był wtedy w dużej części niezbadanym kontynentem. Odbyła się pod dowództwem Roberta F. Scotta, ponadto wzięli w niej udział m.in. Ernest Shackleton, Edward Adrian Wilson, Frank Wild, Tom Crean i William Lashly.
Uczestnicy wyprawy popłynęli w kierunku Antarktydy na specjalnie przygotowanym do tego celu żaglowcu RRS Discovery. Prowadzili badania na Morzu Rossa i na Ziemi Wiktorii; podczas eksploracji niezbadanych dotąd terytoriów dotarli na saniach aż do 82°17′ szerokości geograficznej południowej, dalej niż ktokolwiek przed nimi.
Wyniki przeprowadzonych badań dotyczyły szerokiego zakresu biologii, zoologii, geologii, meteoreologii i magnetyzmu. Wyprawa odkryła istnienie jedynych pozbawionych śniegu dolin antarktycznych, z najdłuższą na Antarktydzie rzeką. Dalsze osiągnięcia obejmują odkrycie kolonii pingwina cesarskiego na Przylądku Croziera, Półwyspu Edwarda VII i Równiny Polarnej (poprzez trasę przez Góry Transantarktyczne), na której zlokalizowany jest biegun południowy.
Ze względu na swoją pionierskość względem późniejszych wypraw ekspedycja Discovery stała się przełomem w brytyjskiej historii eksploracji Antarktyki.

## Tło ekspedycji

### Prekursorzy
Pomiędzy 1839 a 1843 oficer marynarki królewskiej James Clark Ross, dowodząc okrętami HMS „Erebus” i HMS „Terror”, odbył trzy wyprawy w kierunku Antarktydy. W tym czasie odkrył i zbadał nowy obszar Antarktyki, który stał się polem dalszych prac dla wielu późniejszych brytyjskich wypraw.

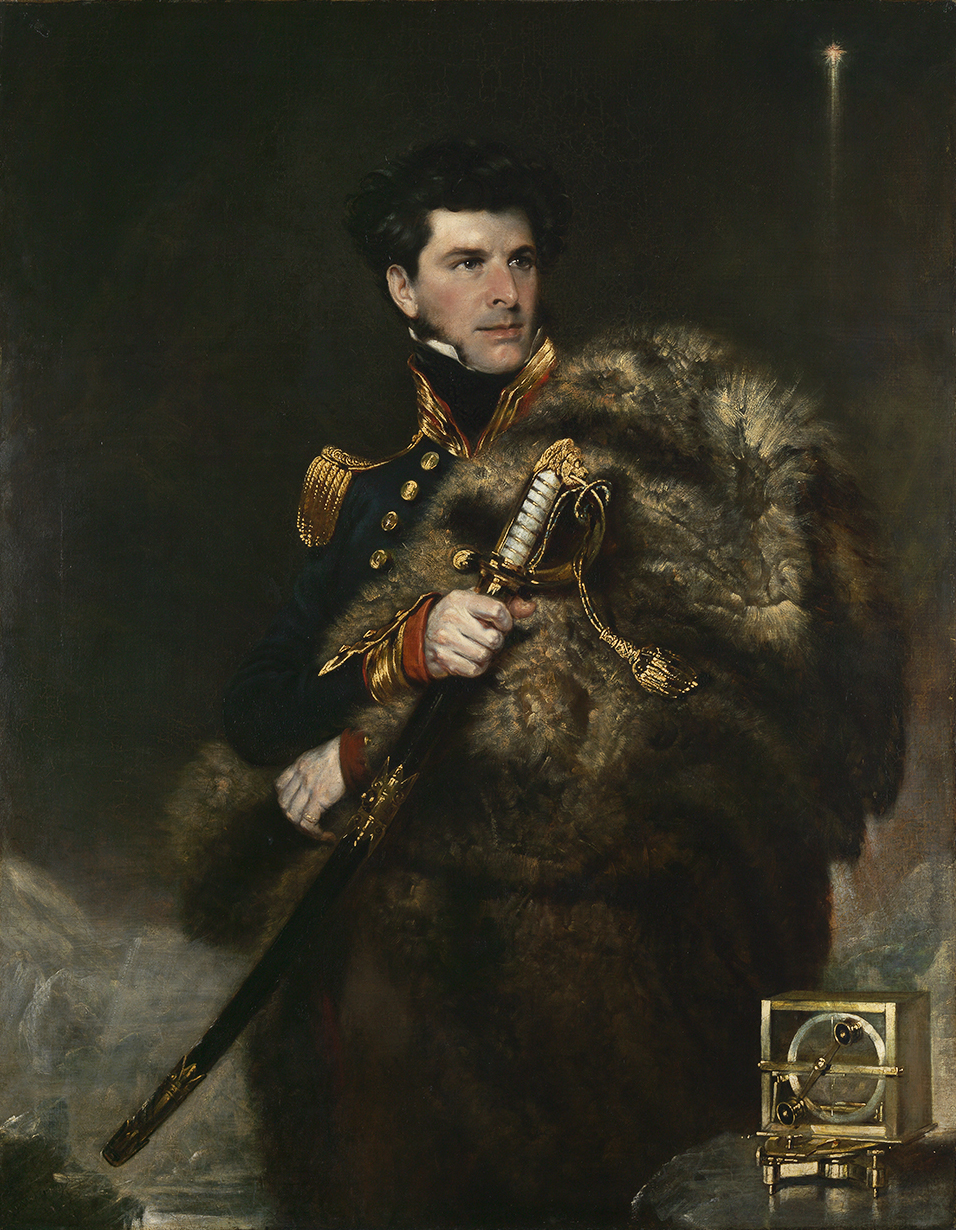
Sir James Clark Ross, odkrywca Morza Rossa, Lodowca Szelfowego Rossa i McMurdo Sound

Ross dokonał ustaleń na temat ogólnej geografii tego regionu i nazwał wiele tamtejszych obiektów: Morze Rossa, Wielką Lodową Barierę (później przemianowaną na Lodowiec Szelfowy Rossa), Wyspę Rossa, Przylądek Adare’a, Ziemię Wiktorii, McMurdo Sound, Przylądek Croziera i bliźniacze wulkany Erebus i Terror. Kilkukrotnie powracał do Bariery z nadzieją na przebicie się przez nią, lecz bez powodzenia. Najdalej wysuniętym na południe punktem, do którego dotarł, była szerokość 78°10′ we wlocie Bariery w lutym 1842. Ross podejrzewał, że ląd znajduje się na wschód od Bariery, lecz nie był w stanie tego potwierdzić.
Nie ma śladów innych ekspedycji w tym rejonie Antarktyki przez 50 lat po wyprawie Rossa. Dopiero w styczniu 1895 norweska wyprawa wielorybników wylądowała na krótko na Przylądku Adare’a, najbardziej wysuniętym na północ punkcie Ziemi Wiktorii. Cztery lata później Carsten Borchgrevink, który brał udział we wcześniejszym lądowaniu, dowodził ekspedycją Southern Cross w ten region. Podróż ta była sfinansowana 35 000 funtami donacji od brytyjskiego magnata wydawniczego sir George’a Newnesa, pod warunkiem noszenia nazwy „Brytyjskiej Ekspedycji Antarktycznej”. Borchgrevink wylądował na Przylądku Adare’a w lutym 1899, zbudował niewielki szałas i spędził tam zimę. Następnego lata popłynął na południe, lądując do tego samego wlotu w Barierze co Ross. Grupa trzech osób saniami udała się na południe od powierzchni Bariery, i osiągnęła nowy najdalej wysunięty na południe punkt – 78°50′.
Ekspedycja Discovery była planowana na fali międzynarodowego wzrostu zainteresowania obszarem antarktycznym na przełomie XIX i XX wieku. W latach 1897–1899 w Antarktyce jako pierwsi przezimowali członkowie Belgijskiej Wyprawy Antarktycznej. Niemiecka ekspedycja Ericha von Drygalskiego rozpoczynała się niemal w tym samym czasie, co wyprawa Discovery, z zamiarem zbadania kontynentu na południe od Oceanu Indyjskiego. Szwedzki podróżnik Otto Nordenskiöld dowodził wyprawą na Ziemię Grahama, a francuska wyprawa pod dowództwem Jean-Baptiste Charcota udawała się w kierunku Półwyspu Antarktycznego. W tym samym czasie szkocki naukowiec William Speirs Bruce przewodniczył ekspedycji naukowej do Morza Weddella.

### Royal Navy, Markham i Scott
Pod wpływem Johna Barrowa, drugiego sekretarza Admiralicji brytyjskiej, eksploracja polarna stała się szczególnie ważną dziedziną dla Royal Navy w latach pokoju po wojnach napoleońskich. Zainteresowanie wyprawami morskimi osłabło po zaginięciu w 1845 ekspedycji Franklina, która pociągnęła za sobą wiele bezowocnych wypraw poszukiwawczych. Po problemach napotkanych przez ekspedycję na biegun polarny (1874–1876) dowodzoną przez George’a Naresa, który sam określił biegun północny jako „nieosiągalny”, Admiralicja zadecydowała, że kolejne wyprawy polarny byłyby niebezpieczne, drogie i jałowe.

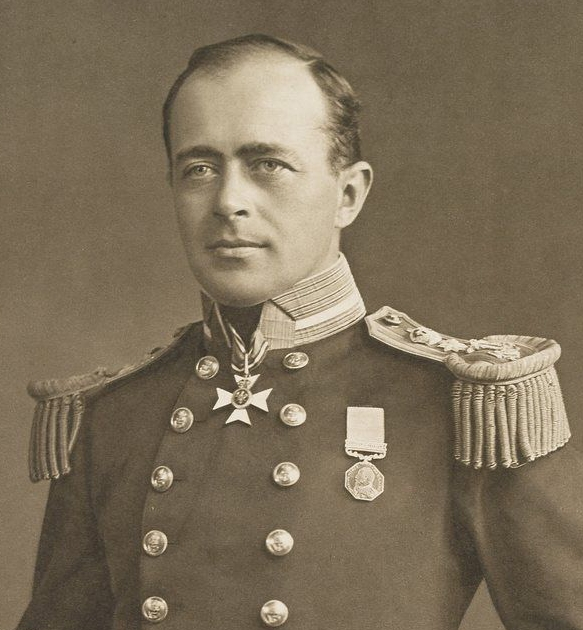
Kapitan Robert Falcon Scott, wybrany jako lider ekspedycji Discovery

Zmiana nastąpiła za sprawą sekretarza (a później prezesa) Królewskiego Towarzystwa Geograficznego, sir Clementsa Markhama. W przeszłości służył on jako marynarz na wyprawie poszukującej Franklina w 1851. Towarzyszył Naresowi podczas części wyprawy z 1874–76, i pozostał silnym obrońcą stanowiska, by marynarka powróciła do swej historycznej roli w eksploracji polarnej. Szansa na realizację tej ambicji pojawiła się w listopadzie 1893. W tym czasie znaczący biolog John Murray, który w latach 70. odwiedził antarktyczne wody jako biolog podczas ekspedycji Challenger, zwrócił się do Królewskiego Towarzystwa Geograficznego. Zaprezentował pracę zatytułowaną „Odnowienie Antarktycznej Eksploracji”, i wezwał do pełnoskalowej ekspedycji ku chwale brytyjskiej nauki. Spotkało się to z silnym wsparciem zarówno Markhama, jak i wiodącego organu naukowego w kraju, Royal Society. Wspólny komitet obu towarzystw miał zadecydować, jaką formę powinna przyjąć ekspedycja. Wizją Markhama była pełnowymiarowa wyprawa marynarska w stylu tych Rossa i Franklina. Część komitetu była przeciwna, lecz z powodu wytrwałości Markhama ekspedycja ostatecznie przyjęła kształt w dużym stopniu zgodny z jego życzeniami. Jego kuzyn i biograf napisał później, że ekspedycja była „kreacją jego umysłu, wytworem jego wytrwałej energii”.
Przez lata Markham praktykował zwyczaj odnotowywania obiecujących młodych oficerów marynarki, którzy później, przy zaistniałej okazji, sprawdziliby się w obowiązkach polarniczych. Po raz pierwszy zaobserwował midszypmena Roberta Falcona Scotta w 1887, gdy ten służył na HMS Rover w Saint Kitts, i zapamiętał go. 13 lat później Scott, wtedy oficer torpedowy na HMS „Majestic”, poszukiwał ścieżki dalszego awansu, a przypadkowe spotkanie z Sir Clementsem w Londynie poprowadziło go do przewodnictwa ekspedycji. Scott od dawna był na liście Markhama, aczkolwiek pod żadnym względem nie był jego pierwszym wyborem. Ostatecznie okazało się, że inni preferowani kandydaci albo zbytnio się zestarzeli, albo nie byli dostępni na dłużej. Ze zdeterminowanym wsparciem Markhama wybór Scotta został potwierdzony 25 maja 1900, a wkrótce potem dostąpił on awansu na komandora.

### Nauka kontra przygoda
Struktura dowodzenia ekspedycji pozostawała kwestią otwartą. Markham od początku był zdeterminowany w poglądzie, że dowódcą i liderem całej ekspedycji powinien być oficer marynarki, a nie naukowiec. Scott, pisząc do Markhama po tym, jak został wybrany, podkreślał, że „musi mieć kompletną władzę nad okrętem i grupami lądowymi”, i nalegał na bycie informowanym o wszystkich dalszych nominacjach. Jednakże złączony komitet za wiedzą Markhama obsadził na stanowisku dyrektora naukowego ekspedycji Johna Waltera Gregory’ego, profesora geologii na Uniwersytecie w Melbourne, byłego asystenta w British Museum. Według poglądu Gregory’ego, wspieranego przez frakcję Royal Society w komitecie, organizacja i dowodzenie oddziałem na lądzie miało być w jego rękach: „...Kapitan byłby poinstruowany do udzielenia wymaganego wsparcia w zakresie pogłębiania, holowania itd., aby umieścić okręty gdzie to będzie wymagane przez zespół naukowy”. Podczas dalszych dyskusji na ten temat Markham argumentował, że dowództwo Scotta nad całą ekspedycją powinno być zupełne i jednoznaczne, a sam Scott nalegał na to pod groźbą rezygnacji. Wizja Markhama i Scotta zwyciężyła, a Gregory zrezygnował ze słowami, że praca naukowa nie powinna być „podporządkowana marynarskiej przygodzie”.
Kontrowersje na ten temat zaogniły relacje między stowarzyszeniami, co wyszło na jaw po zakończeniu ekspedycji i znalazło odzwierciedlenie w wymiarze i jakości niektórych publikowanych wyników. Markham zadeklarował, że jego upór w sprawie dowództwa był pierwotnie bardziej kwestią tradycji i stylu niż wyrazem braku szacunku dla nauki. Wyraził swój pogląd, że samo osiągnięcie dalszego południka niż ktokolwiek inny byłoby „niegodne wsparcia”.

## Załoga

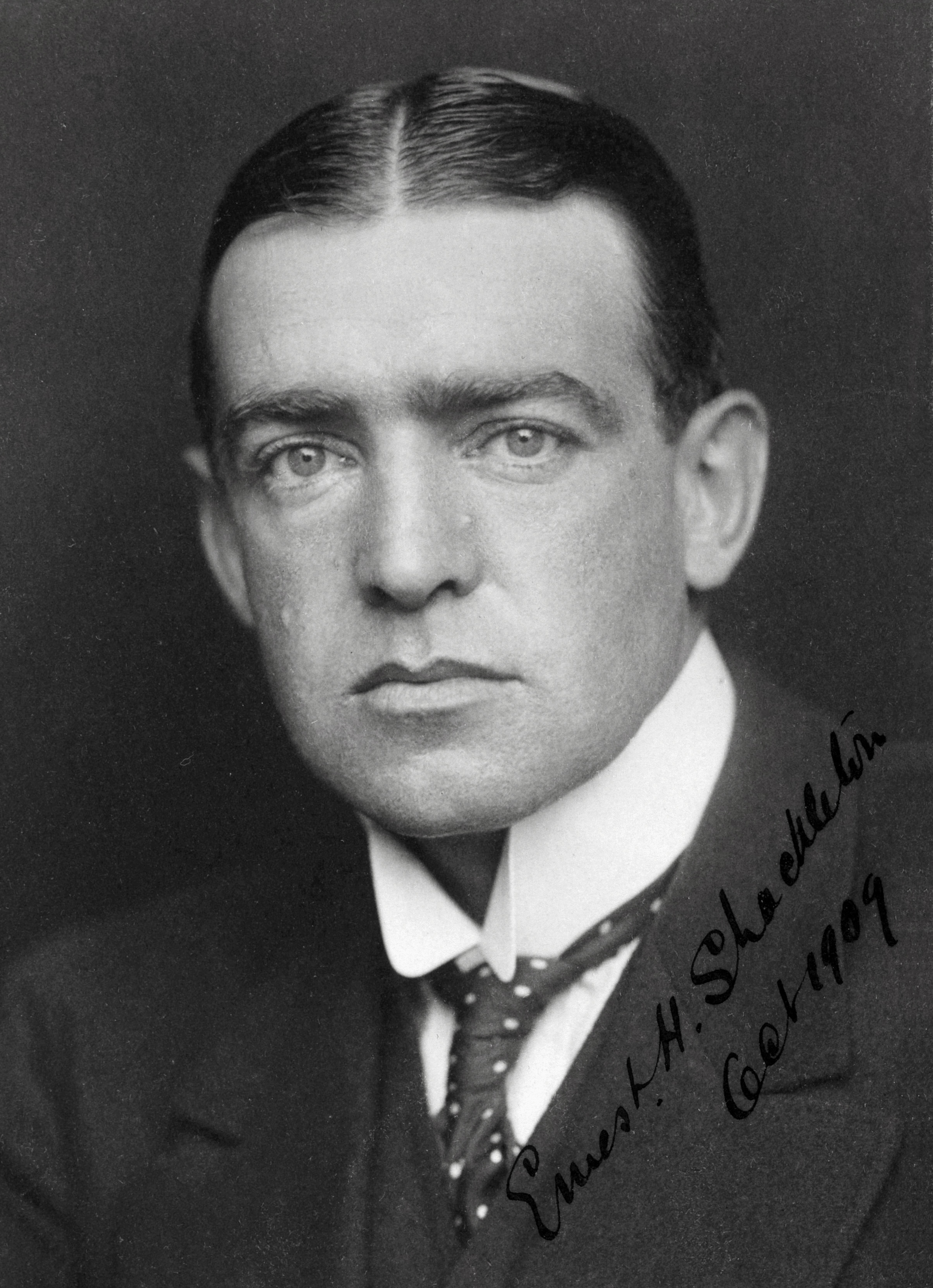
Ernest Shackleton, trzeci oficer Discovery

Markham miał nadzieję na pełnoprawną ekspedycję Royal Navy, lecz został ostrzeżony przez Admiralicję, że „aktualne wymogi Służby Marynarskiej uniemożliwią wypożyczanie oficerów...”. Admiralicja wyraziła jednak zgodę na zwolnienie z dotychczasowych obowiązków Scotta i Charlesa Roydsa, a później także Michaela Barne’a i Reginalda Skeltona. Pozostali oficerowie pochodzili z marynarki handlowej, włączając w to Alberta Armitage’a, zastępcę kapitana. Miał on doświadczenie z ekspedycji arktycznej Jacksona-Harmswortha z 1894-97. Również z marynarki handlowej wywodził się Ernest Shackleton, wyznaczony na trzeciego oficera. Był odpowiedzialny za magazyn, zapasy i zaopatrzenie, a także urządzanie rozrywek. Admiralicja dopuściła też ok. 20 bosmanów i marynarzy. Reszta załogi pochodziła z marynarki handlowej lub była cywilami. Niektórzy z członków załogi dolnego pokładu stali się później antarktycznymi weteranami, np. Frank Wild, William Lashly, Tom Crean (który dołączył do ekspedycji po dezercji jednego z marynarzy na Nowej Zelandii), Edgar Evans i Ernest Joyce. Chociaż ekspedycja nie była oficjalnie przedsięwzięciem Royal Navy, Scott zaproponował by odbyła się zgodnie z zasadami panującymi w marynarce i zadbał o to, by członkowie załogi dobrowolnie wyrazili zgodę na poddanie się Naval Discipline Act.
Zespół naukowy nie był doświadczony. Dr George Murray, który zastąpił Gregory’ego jako główny naukowiec, miał podróżować najdalej do Australii by szkolić naukowców podczas wyprawy, bez brania udziału w szczegółowych pracach badawczych, lecz opuścił okręt w Kapsztadzie. Jedynym naukowcem z wcześniejszym doświadczeniem antarktycznym był Louis Bernacchi, który razem z Borchgrevinkiem dokonywał obserwacji magnetycznych i meteorologicznych. Geologa Hartleya Ferrara, 22-letniego świeżego absolwenta z Cambridge, Markham określił słowami „można z niego zrobić człowieka”. Biolog morski Thomas Vere Hodgson z Plymoutposiadał pewne doświadczenie, tak jak starszy z dwóch lekarzy, Reginald Koettlitz, który mając 39 lat był najstarszym członkiem ekspedycji. Podobnie jak Armitage, brał on udział w ekspedycji Jacksona-Harmswortha. Młodszym lekarzem i zoologiem był Edward Wilson, który zaprzyjaźnił się ze Scottem i zapewniał pokłady spokoju, cierpliwości i dystansu, których rzekomo brakowało kapitanowi.

## Organizacja i cele

### Finansowanie
Całościowy koszt ekspedycji był szacowany na 90,000£ (co w 2009 odpowiadało ok. 7.25 milionów £) , z czego brytyjski rząd ofiarowywał £45,000 pod warunkiem, że oba towarzystwa zgromadzą pozostałe środki. Udało się to osiągnąć, w dużej mierze dzięki kwocie £25,000 ofiarowanej przez zamożnego członka Królewskiego Towarzystwa Geograficznego, Llewellyna W. Longstaffa. Samo Królewskie Towarzystwo Geograficzne wpłaciło £8,000, co było największą donacją w dotychczasowej historii ekspedycji. £5,000 pochodziło od Alfreda Harmswortha, późniejszego Lorda Northcliffe, który wcześniej finansował antarktyczną ekspedycję Jacksona-Harmswortha (1894-97). Pozostałą część uzbierano z mniejszych wpłat. Ekspedycja zyskała też dzięki istotnym sponsorom komercyjnym: Firma Colman’s dostarczyła nieodpłatnie musztardę i mąkę, Cadbury podarowało 3500 funtów (1600 kg) czekolady, Bird’s dostarczyło proszek do pieczenia i krem (custard) w proszku, Evans, Lescher & Webb zapewnili sok z limonki. Jaeger dał 40% zniżki na specjalny ubiór, Bovril dostarczył ekstrakt z wołowiny, inne firmy dokonały mniejszych donacji.

### Okręt

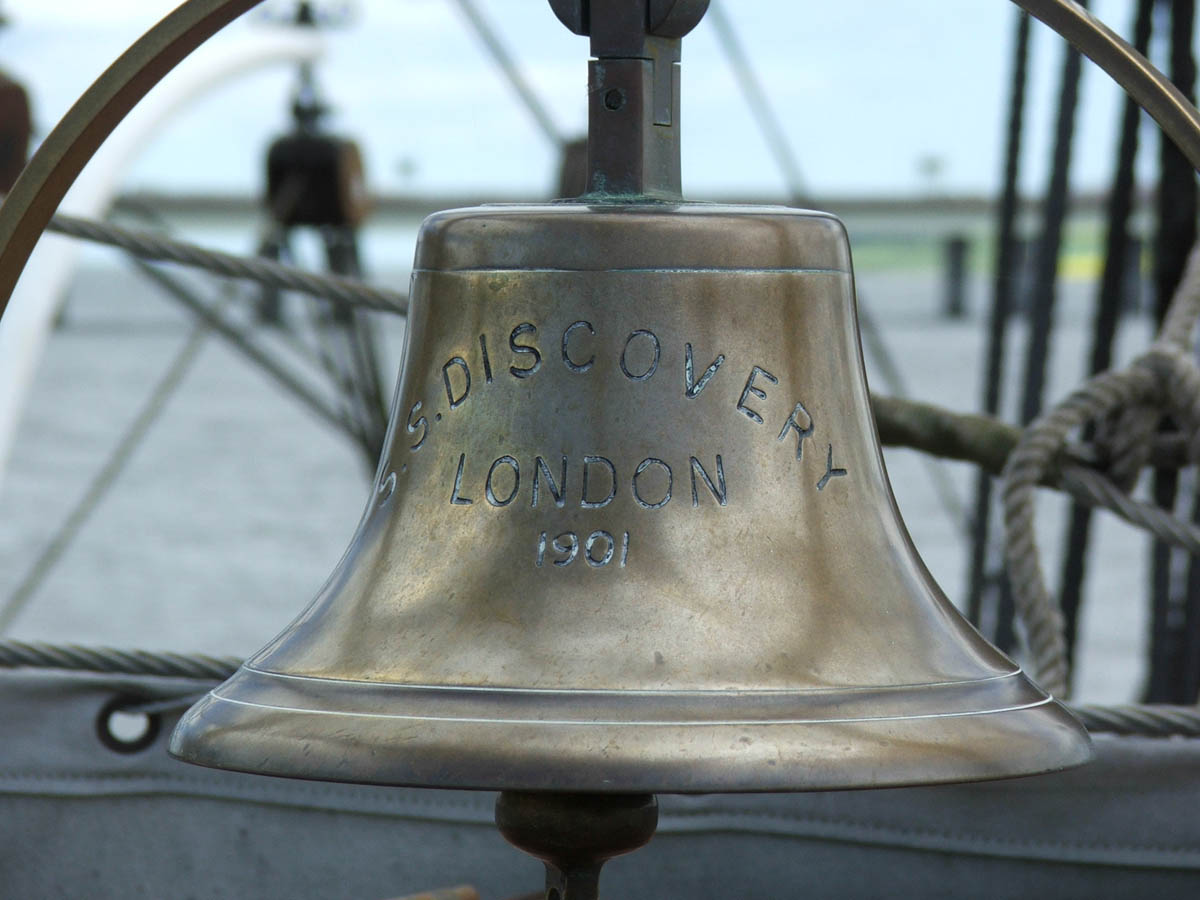
Dzwon okrętowy z S.S. „Discovery”

Okręt użyty w ekspedycji został zbudowany przez Dundee Shipbuilders Company jako specjalistyczny okręt badawczy zaprojektowany do pracy w wodach Antakrtyki, i był jednym z ostatnich drewnianych trójmasztowców zbudowanych w Wielkiej Brytanii. Koszt konstrukcji wynosił 34 050 funtow (2.7 miliona w 2009), do tego 10 322 funtów (830,000 funtów) kosztowały silniki , a finalny koszt po wszystkich modyfikacjach wyniósł 51 000 funtów (4.1 miliona funtów). Nazwa nawiązywała do historii marynarki, na przykład jednego z okrętów użytych w wyprawie Naresa, a pewne cechy tego starszego okrętu zostały włączone w projekt nowego. 21 marca 1901 Lady Markham dokonała chrztu okrętu jako SY (ang. sailing yacht) „Discovery” (tytuł Królewskiego Okrętu Badawczego, RRS, został uzyskany w latach 20. XX wieku).
Jako że nie był to okręt Royal Navy, Admiralicja nie zezwoliła na użycie bandery White Ensign. Okręt podlegał pod Merchant Shipping Act, i wypłynął pod banderami Brytyjskiego Stowarzyszenia Geograficznego, Blue Ensign i proporcem Royal Harchwich Yacht Club.

### Psy
Scott skontaktował się z Fridtjofem Nansenem w Oslo, któremu ufał bardziej niż własnemu „kłótliwemu” komitetowi w Londynie, i zastosował się do jego rad na temat wyposażenia W następstwie, Armitage zamówił 25 syberyjskich psów zaprzęgowych za pośrednictwem eksperta od szkockich psów i narciarstwa, zamieszkałego w Archangielsku. Jednakże wg Huntforda, ekspert ten nie został zaproszony do udziału w wyprawie.

### Cele
Celem wyprawy Discovery, podobnie jak wcześniejszych wypraw Rossa i Borchgrevinka, była praca na Antarktydzie w rejonie Morza Rossa. Rozważano inne obszary kontynentu, lecz przyjęto regułę „w wyprawie w nieznane powinno się zacząć od znanego”.
Dwa główne cele ekspedycji zostały podsumowane w dokumencie połączonego komitetu – „Instructions to the Commander” (pl. „Instrukcje dla kapitana”) jako: „ustalić, tak daleko jak to możliwe, warunki naturalne, stan i rozległość ziem bieguna południowego ujętych w zakresie wyprawy”, i „dokonanie badań magnetycznych w rejonie na południe od 40 równoleżnika południowego oraz przeprowadzenie meteorologicznych, oceanograficznych, geologicznych, biologicznych oraz fizycznych poszukiwań i badań.” Instrukcje stanowiły, że „żaden z tych celów nie może być poświęcony kosztem drugiego”.
Instrukcje dotyczące celu geograficznego były ściślejsze: „Główne obiekty zainteresowania geograficznego to [...] eksploracja lodowej bariery Sir Jamesa Rossa do wschodniej granicy; odkrycie ziemi uważanej przez Rossa za oddzielającą barierę na wschodzie, lub upewnienie się, że nie istnieje [...] Gdybyś zadecydował o spędzeniu zimy w lodzie...twoje wysiłki w zakresie eksploracji geograficznej powinny być skierowane ku [...] posuwaniu się w stronę gór na zachodzie, posuwaniu się na południe, i eksploracji rejonu wulkanicznego”.

## Ekspedycja

### Pierwsze lata

#### Pierwszy odcinek podróży

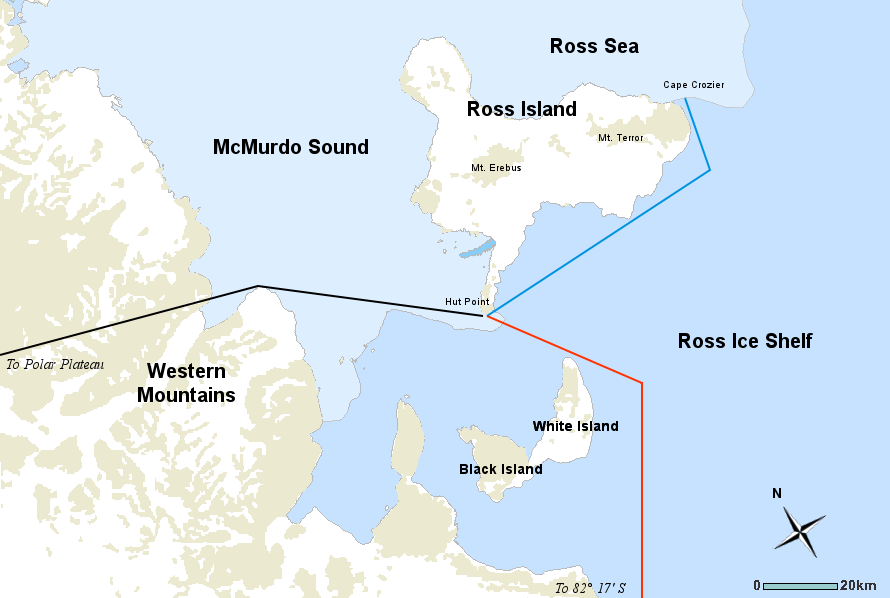
Mapa pokazująca najważniejsze trasy pokonane w czasie wyprawy w latach 1902–1904.
Linia czerwona: wyprawa na południe, listopad 1902 – luty 1903.
Linia czarna: wyprawa przez Góry Transantarktyczne na Płaskowyż Polarny, październik-grudzień 1903.
Linia niebieska: wyprawy do Cape Crozier, październik 1902, wrzesień i październik 1903.

„Discovery” wyruszyła z Isle of Wight  6 sierpnia 1901 i po odbyciu drogi przez Kapsztad przybyła do Nowej Zelandii 29 listopada. Wcześniej przekroczono równoleżnik 40°S w celu dokonania pomiaru magnetycznego. Wyspa Quail w Zatoce Lyttelton została użyta jako miejsce kwarantanny dla psów zabranych na wyprawę Po trzech tygodniach końcowych przygotowań, okręt był gotowy do podróży na południe. 21 grudnia, gdy okręt opuszczał Zatokę Lyttelton przy aplauzie tłumów, młody marynarz Charles Bonner zmarł przez upadek ze szczytu z masztu, na który wspiął się by odwzajemnić owacje. Został pochowany w Port Chalmers 2 dni później.
Następnie „Discovery” pożeglowała na południe, docierając do Przylądka Adare’a 9 stycznia 1902. Po krótkim lądowaniu i zbadaniu pozostałości po obozie Borchgrevinka, okręt kontynuował podróż na południe wzdłuż wybrzeża Ziemi Wiktorii. W McMurdo Sound „Discovery” skręciła na wschód, docierając ponownie do lądu na Przylądku Croziera. Tam umieszczono punkt z wiadomością dla okrętu posiłkowego tak, aby mógł on znaleźć ekspedycję. Następnie popłynięto wzdłuż Bariery do jej wschodniego skraju, gdzie 30 stycznia potwierdzono istnienie lądu przewidzianego przez Rossa, i nazwano Półwyspem Króla Edwarda VII.
4 lutego Scott wylądował na Barierze i rozpakował balon obserwacyjny, który pozyskał dla pomiarów powietrznych. Wspiął się na jego pokład i szybko osiągnął wysokość powyżej 600 stóp (180 m) w luźno uwiązanym balonie. Shackleton odbył drugi lot. Wszystko co mogli zobaczyć to niekończąca się powierzchnia Bariery. Wilson osobiście uważał loty za „perfekcyjne szaleństwo”.

#### Winter Quarters Bay

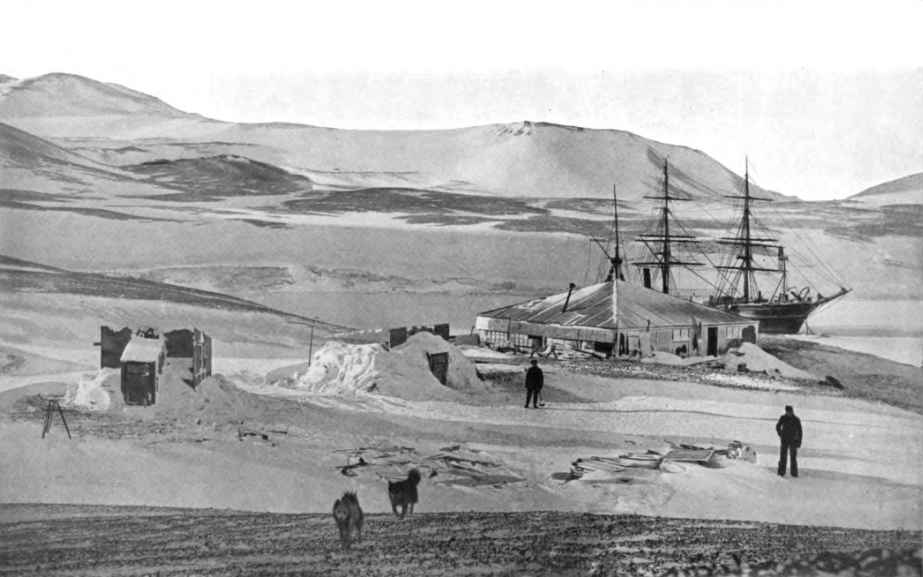
Ogólny widok na szałas

„Discovery” kontynuował podróż w kierunku zachodnim w poszukiwaniu miejsca na stały obóz. 8 lutego dotarto do McMurdo Sound i później tego samego dnia zacumowano w miejscu blisko najbardziej wysuniętego na południe punktu, nazwanego później Winter Quarters Bay. Wilson napisał: „Wszyscy uświadomiliśmy sobie, że niezwykłe szczęście doprowadziło nas do takiej zimowej kwatery, bezpiecznej dla okrętu, z idealnym schronieniem przed naporem lodu”. Jednak Stoker Lashly określił je jako „okropne miejsce”. Prace na lądzie rozpoczęły się od wzniesienia szałasu na skalistym przylądku nazwanym Hut Point. Scott zadecydował, że ekspedycja powinna w dalszym ciągu żyć i pracować na pokładzie, i pozwolił na uwięzienie „Discovery” w lodzie oceanu, główny szałas przeznaczając na magazyn i schronienie.
Wśród wszystkich członków załogi nie było doświadczonych narciarzy, a tylko Bernacchi i Armitage mieli jakiekolwiek doświadczenie z psimi zaprzęgami. Początkowe wysiłki uczestników aby opanować te techniki nie były zachęcające, i wzmacniały u Scotta preferencję do ciągnięcia sani przez ludzi. Zagrożenia płynące z obcych warunków potwierdziły się, gdy 11 marca grupa powracająca z wyprawy do Przylądka Croziera została uwięziona na lodowym stoku podczas zamieci śnieżnej. Usiłując znaleźć bezpieczną drogę, jeden z uczestników, bosman George Vince, ześlizgnął się po krawędzi klifu i wpadł do wody. Jego ciała nigdy nie odzyskano. Na wierzchołku cypla Hut Point wciąż stoi krzyż z prostą inskrypcją wzniesiony ku jego pamięci.
Podczas zimowych miesięcy (maj – sierpień) naukowcy byli zajęci w swoich laboratoriach, zaś poza nimi ekwipunek i zapasy były przygotowywane na następny sezon prac. Dla rozluźnienia atmosfery organizowano amatorski teatr i działania edukacyjne w formie wykładów. Shackleton wydawał czasopismo South Polar Times. Aktywności na zewnątrz nie zanikły całkowicie: grano w piłkę nożną na lodzie, a harmonogram magnetycznych i meteorologicznych obserwacji był przestrzegany. Gdy zima się zakończyła, przeprowadzono próbne przejazdy saniami, by przetestować ekwipunek i racje żywnościowe przed planowaną wyprawą na południe z udziałem Scotta, Wilsona i Shackletona. W tym samym czasie, grupa pod dowództwem Roydsa udała się do Przylądka Croziera, by pozostawić tam wiadomość, przy okazji odkrywając kolonię pingwina cesarskiego. Inna grupa, dowodzona przez Armitage’a, dokonała rekonesansu w górach na zachodzie, powracając w październiku z pierwszymi objawami szkorbutu. Armitage obwiniał później przejawy „sentymentalnych obiekcji” Scotta przed zabiciem zwierząt dla pozyskania świeżego mięsa. Jadłospis całej ekspedycji został szybko skorygowany, dzięki czemu opanowano problem.

#### Podróż na południe

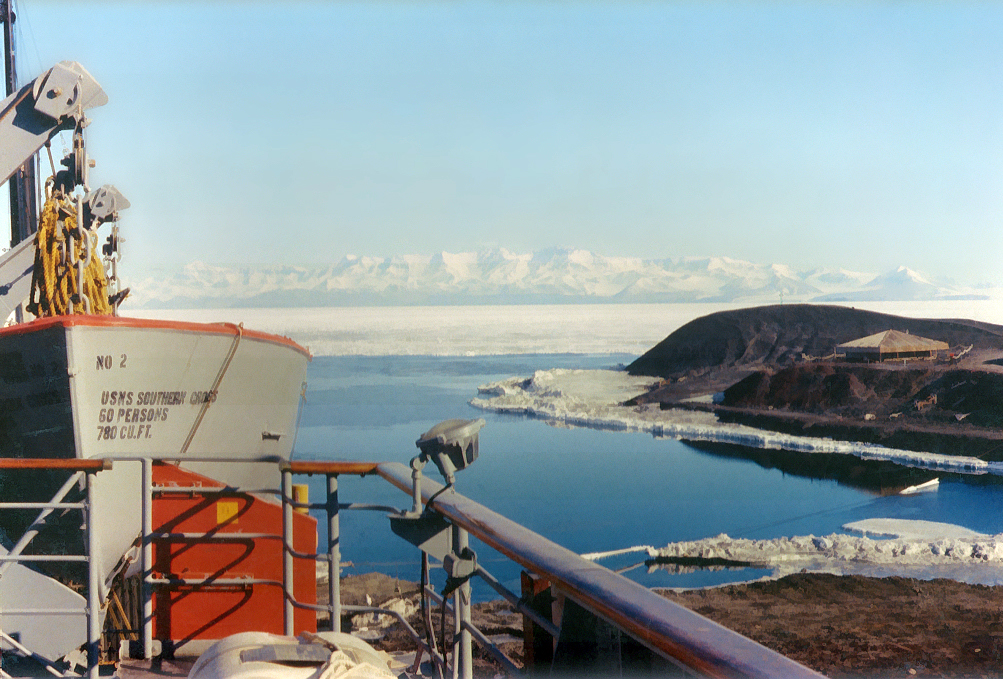
Współczesna fotografia miejsca cumowania „Discovery” w Winter Quarters Bay, w McMurdo Sound, wraz z Hut Point w tle po prawej

Scott, Wilson i Shackleton opuścili okręt 2 listopada 1902 z psami i pomocnikami. Ich celem było „udanie się tak daleko na południe w linii prostej od Bariery Lodowej jak możemy, jeśli możliwe osiągnąć Biegun, lub odkryć jakiś nowy ląd”. Pierwszy znaczący kamień milowy osiągnięto 11 listopada, kiedy grupa pomocnicza pobiła rekord Borchgrevinka w najdalej wysuniętym na południe punkcie – 78°50′. Wkrótce jednak brak doświadczeń z psami okazał się oczywisty i postępy były powolne. Po tym jak pomocnicy wrócili, 15 listopada grupa Scotta zaczęła transportować zapasy na zmianę (zabierając ze sobą połowę, i powracając potem po drugą połową). W ten sposób każda mila na południe wymagała przejścia trzech mil. Popełniono błędy jeśli chodzi o wyżywienie psów i gdy psy słabły, Wilson był zmuszony zabijać najsłabsze na pożywienie dla pozostałych. Mężczyźni zmagali się ze śnieżną ślepotą, odmrożeniami i wczesnymi objawami szkorbutu, lecz kontynuowali marsz na południe wzdłuż Gór Transantarktycznych. Boże Narodzenie świętowano przez podwojenie racji żywnościowych, i świąteczny pudding, który Shackleton trzymał schowany w skarpetach na tę okazję. 30 grudnia 1902, nie opuściwszy Bariery, osiągnęli południk 82°17′S. Problemy podczas drogi powrotnej mnożyły się, jako że pozostałe psy zdechły, a Shackleton był wyniszczony szkorbutem. Wilson we wpisie z 14 stycznia 1903 zanotował, że „wszyscy mamy niewielkie, lecz oczywiste objawy szkorbutu”. Scott i Wilson kontynuowali zmagania, wraz z Shackletonem niezdolnym do ciągnięcia sani, idącym obok i niekiedy jadącym na saniach. Grupa ostatecznie powróciła do okrętu 3 lutego 1903, po przebyciu 960 mi (1544,97 km), włączając w to nadłożone odcinki. W ciągu 93 dni podróży średni dzienny dystans wynosił zaledwie niewiele ponad 10 mi (16,09 km).

### Przybycie okrętu ratunkowego
Podczas nieobecności grupy podróżującej na południe, przybył okręt SY Morning, przywożąc świeże zapasy. Organizatorzy ekspedycji zakładali, że „Discovery” zostanie uwolniona z lodu na początku 1903, umożliwiając Scottowi dalszą eksplorację oceanu i prace badawcze przed nadejściem zimy. Planowano, by „Discovery” powróciła do Nowej Zelandii w marcu lub kwietniu, a stamtąd udała się do Anglii poprzez Pacyfik, kontynuując po drodze badania magnetyczne. Morning miała zapewnić wszelką pomoc, jakiej Scott mógł potrzebować w tym okresie.
Planowi temu zagroził fakt, że „Discovery” pozostawała mocno uwięziona w lodzie. Markham osobiście to przewidział, kapitan Morning, William Colbeck, miał ze sobą sekretny list do Scotta upoważniający do spędzenia kolejnej zimy w lodzie. Jako że teraz było to nieuniknione, okręt ratunkowy dawał możliwość zabrania części załogi do domu. Wśród wybranej grupy, wbrew swojej woli, znalazł się będący w trakcie rekonwalescencji Shackleton. Scott zadecydował, że Shackleton „nie powinien ryzykować dalszych trudów w jego obecnym stanie zdrowia”. Historie na temat rozłamu między Scottem a Shackletonem datują się od tego momentu, bądź od przypuszczalnego rozłamu podczas wyprawy na południe, który sprowokował wymianę zdań w złości. Niektóre z tych szczegółów zostały dostarczone przez Armitage’a, którego relacja ze Scottem załamała się, i który po śmierci Scotta, Wilsona oraz Shackletona zdecydował się wyjawić szczegóły ukazujące Scotta w złym świetle. Inni świadkowie wskazują, że Scott i Shackleton pozostali na jakiś czas w generalnie dobrych stosunkach: Shackleton spotkał się z uczestnikami wyprawy po jej powrocie w 1904, a później napisał do Scotta bardzo serdeczny list.

### Drugi rok
Gdy minęła zima 1903, Scott przygotował drugą główną podróż w ramach ekspedycji, obejmującą wspinaczkę w Góry Transantarktyczne i eksplorację Ziemi Królowej Wiktorii. Wyprawa zapoznawcza kierowana przez Armitage’a w poprzednim roku była pionierska, jako że przed powrotem wytyczyła drogę do wysokości 8900 ft (2712,72 m), lecz Scott chciał się udać dalej na zachód od tego punktu, jeśli to było możliwe – do Bieguna Południowego. Po konieczności zawrócenia i wystartowania po raz kolejny ze względu na uszkodzone sanie, grupa obejmująca Scotta, Lashly’ego i Edgara Evansa wyruszyła z „Discovery” 26 października 1903.

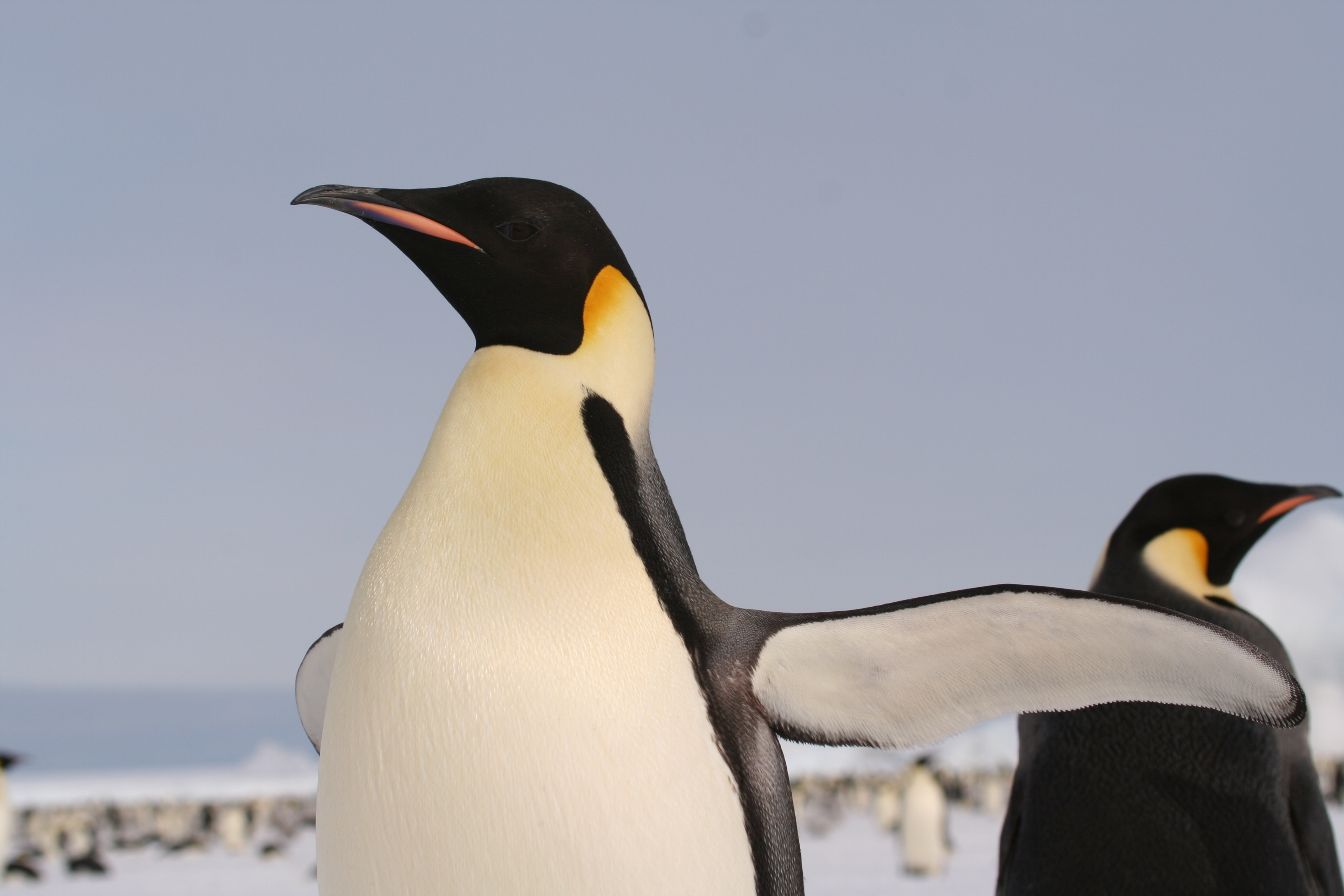
Pingwiny cesarskie. Kolonia na Przylądku Croziera została odkryta przez grupę pod dowództwem Charlesa Roydsa w październiku 1902

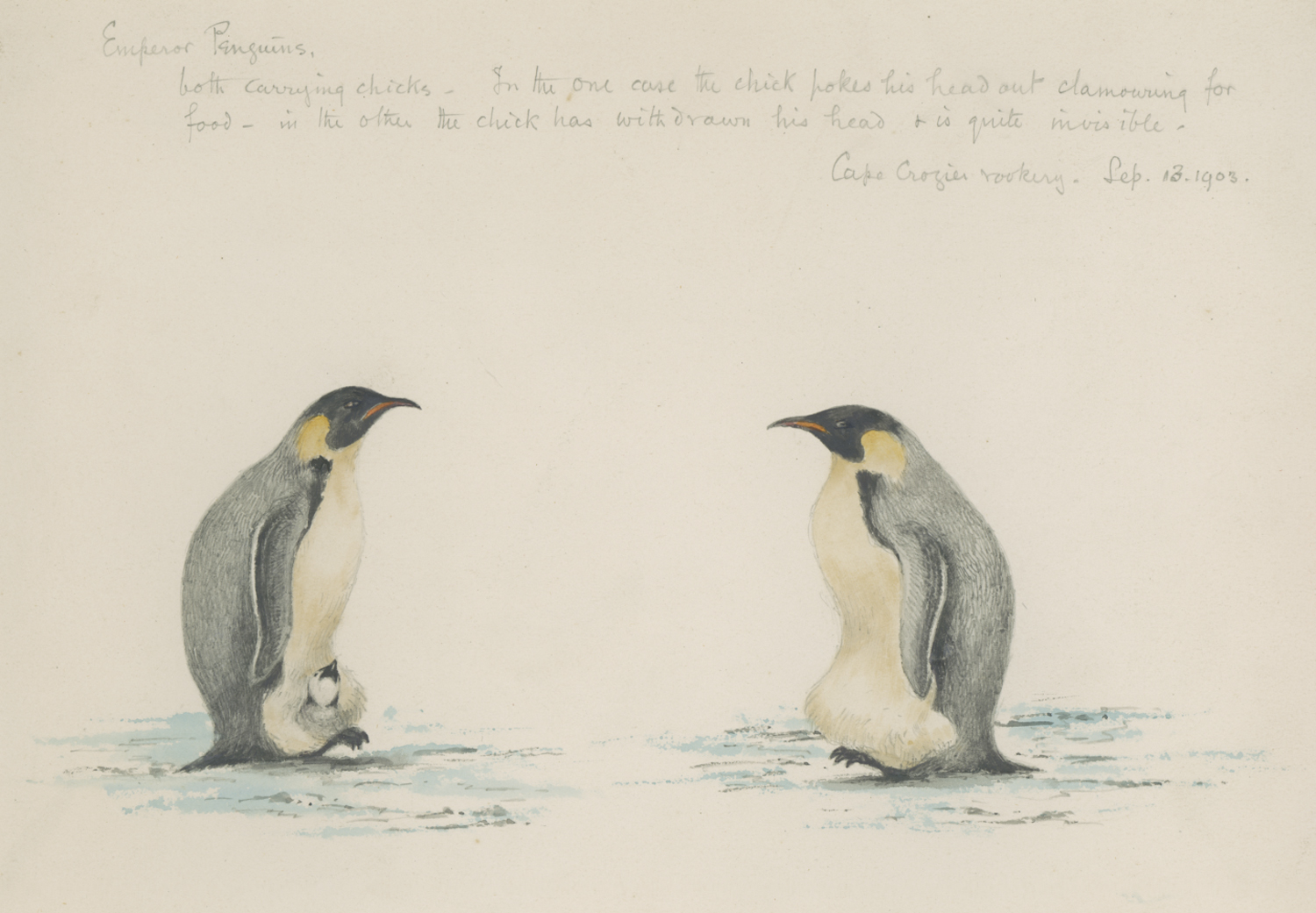
Rysunek dwóch pingwinów cesarskich z pisklętami wykonany przez Wilsona (wrzesień 1903)

Podczas wspinaczki na duży lodowiec, nazwany na cześć członka wyprawy – geologa Ferrara, osiągnięto wysokość 7000 ft (2133,6 m), zanim zamieć śnieżna na tydzień uwięziła mężczyzn w obozie. To przeszkodziło im w osiągnięciu wierzchołka lodowca, aż do 13 listopada. Wtedy podczas marszu udało się zajść dalej niż najdalszy punkt Armitage’a, odkryto Płaskowyż Polarny i udano się w pionierską podróż po nim. Po powrocie geologicznej i wspierającej części grupy, Scott, Evans i Lashly kontynuowali marsz na zachód poprzez równinę przez następne 8 dni, pokonując dystans ok. 150 m (0,15 km) zanim 30 listopada osiągnęli punkt najbardziej wysunięty na zachód. Ponieważ podczas zejścia z lodowca utracili w zawiei swoje tablice nawigacyjne, nie wiedzieli gdzie dokładnie się znajdują, ani nie widzieli żadnych punktów charakterystycznych, które mogłyby pomóc w ustaleniu pozycji. Podróż powrotna przez Lodowiec Ferrara została podjęta w warunkach, które nie pozwalały na przebycie więcej niż 1 mili na godzinę, z ograniczonymi zapasami i polegając jedynie na nawigowaniu Scotta na wyczucie. Podczas zejścia z lodowca Scott i Evans przeżyli potencjalnie śmiertelny upadek w szczelinę lodowcową. Później odkryli pozbawioną śniegu dolinę, rzadkie zjawisko na Antarktydzie. Lashly określił suchą dolinę jako „znakomite miejsce do uprawiania kartofli”. Grupa dotarła do „Discovery” 24 grudnia, po przebyciu w 59 dni 700 mil. Ich średni dzienny dystans wynosił ponad 14 mil i był znacznie lepszy niż osiągnięty podczas wyprawy z poprzedniego sezonu z udziałem psich zaprzęgów, co wzmocniło u Scotta uprzedzenia przed używaniem psów. Historyk polarny David Crane nazwał tę podróż „jedną z najświetniejszych podróży w historii polarnictwa”.
Pod nieobecność Scotta odbyło się kilka innych wypraw. Royds i Bernacchi podróżowali 31 dni po Barierze w kierunku południowo-wschodnim, obserwując jej jednolicie płaski charakter i dokonując dalszych pomiarów magnetycznych. Inna grupa dokonała eksploracji Lodowca Koettlitza na południowym zachodzie, a Wilson podróżował do Przylądka Croziera by obserwować z bliska kolonię pingwina cesarskiego.

### Druga wyprawa posiłkowa
Scott miał nadzieję, że gdy powróci zastanie „Discovery” uwolnioną z lodu, lecz ta wciąż była unieruchomiona. Rozpoczęto pracę z piłami do lodu, lecz po 12 dniach udało się wyciąć jedynie dwa krótkie równoległe cięcia o długości 450 ft (137,16 m). Okręt wciąż był oddalony o 20 mi (32,19 km) od otwartej wody. 5 stycznia 1904 okręt posiłkowy Morning powrócił, tym razem z drugim okrętem, „Terra Nova”. Colbeck przywiózł ścisłe instrukcje od Admiralicji nakazujące porzucenie „Discovery”, gdyby statek nie uwolnił się do konkretnej daty, załoga powróciłaby do domu na dwóch okrętach posiłkowych. To ultimatum wynikało z zależności Markhama od skarbu w zakresie pokrycia kosztów drugiej wyprawy posiłkowej, jako że zasoby ekspedycji zostały wyczerpane. Admiralicja była gotowa pokryć koszty tylko na własnych warunkach. Trzech kapitanów ustaliło ostateczny termin na 25 lutego. Okręty posiłkowe stoczyły wyścig z czasem by dotrzeć do „Discovery”, wciąż unieruchomionej na Hut Point. Jako środek ostrożności, Scott rozpoczął przenoszenie okazów naukowych na pozostałe okręty. Materiałów wybuchowych użyto do przełamywania lodu, a grupy z piłami kontynuowały prace. Mimo że okrętom posiłkowym udało się zbliżyć, na koniec stycznia „Discovery” wciąż była uwięziona w lodzie, ok. 2 mi (3,22 km) od ratowników. 10 lutego Scott zaakceptował fakt, że będzie musiał ją porzucić, lecz 14 lutego lód zaczął nagle pękać i „Morning” oraz „Terra Nova” w końcu mogły podpłynąć do „Discovery”. Ostatnie ładunki wybuchowe zostały użyte do przełamania pozostałego lodu 16 lutego. Następnego dnia, po krótkotrwałym uwięźnięciu na mieliźnie, „Discovery” rozpoczęła drogę powrotną do Nowej Zelandii.

## Droga powrotna i wyniki

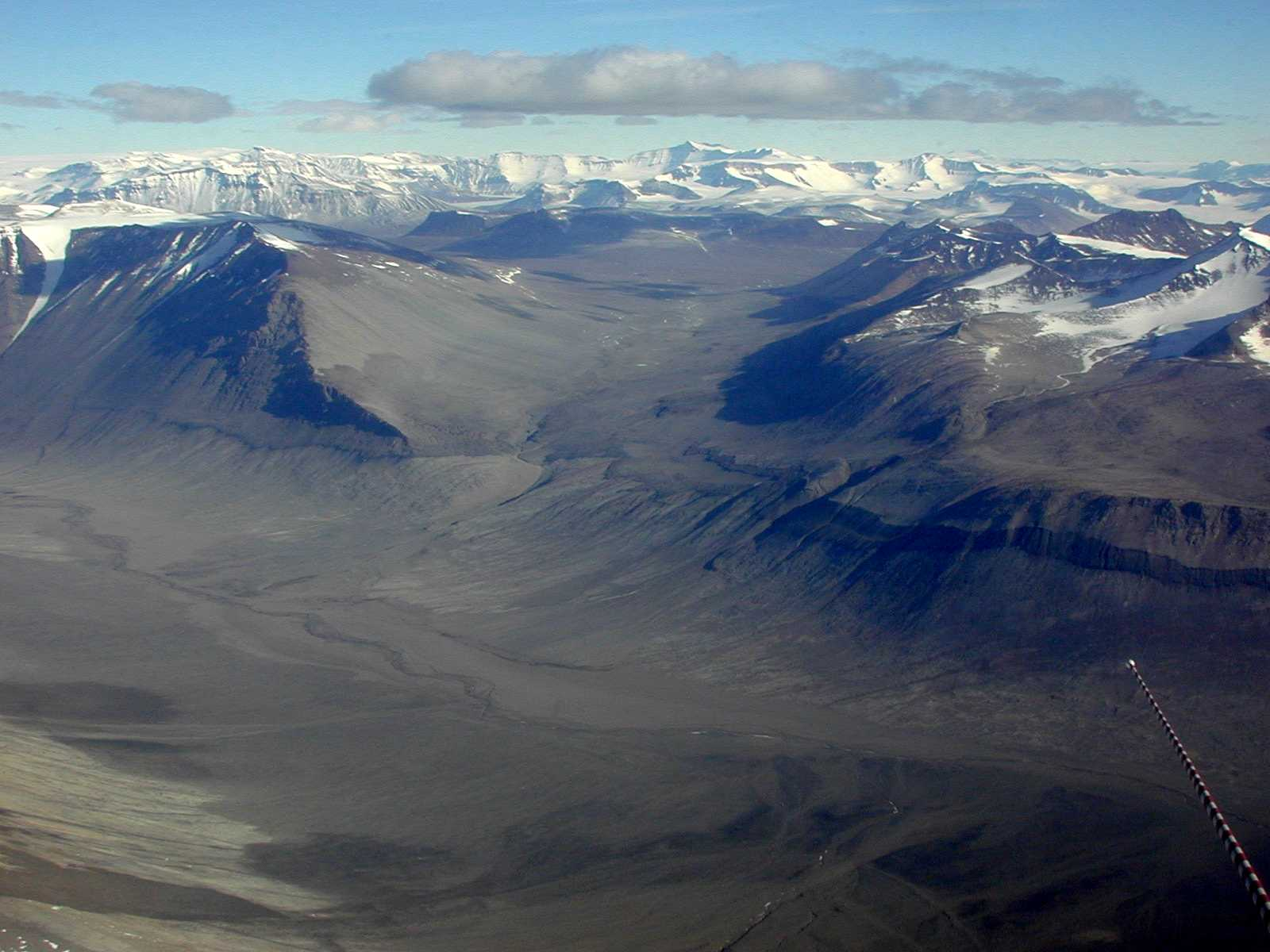

Przyjęcie ekspedycji po jej powrocie do Wielkiej Brytanii było początkowo stonowane. Markham był obecny w Portsmouth, gdy Discovery dokowała tam 10 września 1904, lecz żaden dygnitarz nie powitał załogi, gdy przybyła do Londynu kilka dni później. Szersza opinia publiczna przyjęła powrót wyprawy z entuzjazmem, a po nim nastąpiło oficjalne uznanie. Scott szybko został awansowany na kapitana, i zaproszony do zamku w Balmoral, by poznać króla Edwarda VII, który mianował go komandorem Królewskiego Orderu Wiktoriańskiego (CVO). Otrzymał także szereg medali i nagród z zagranicy, włączając w to francuską legię honorową. Inni oficerowie i członkowie załogi zostali odznaczeni Medalami Polarnymi i awansami.
Głównymi geograficznymi osiągnięciami ekspedycji było odkrycie Ziemi Króla Edwarda, zdobycie zachodnich gór i odkrycie Płaskowyżu Polarnego, pierwsza wyprawa saniami po Płaskowyżu, podróż Barierą do najdalej wysuniętego na południe punktu – 82°17′S. Potwierdzono, że Wyspa Rossa jest wyspą, wykonano mapy Gór Transantarktycznych sięgające do 83°S. Wyznaczono też pozycję i wysokość dla ponad 200 szczytów. Zidentyfikowano i nazwano również wiele innych obiektów geograficznych, a także intensywnie badano obszar przybrzeżny.
Dokonano także istotnych odkryć naukowych. Wśród nich: odkrycie istnienia suchych dolin w Górach Transantarktycznych, kolonii pingwinów cesarskich na Przylądku Croziera, zebranie dowodów naukowych na to, że Bariera Lodowa jest dryfującym szelfem lodowym, a Ferrar odkrył skamieniałość liścia, która pomogła w ustaleniu relacji Antarktyki do superkontynentu Gondwany. Zebrano tysiące okazów geologicznych i biologicznych. Zidentyfikowano nowe gatunki morskie. Lokalizacja Południowego Biegunu Magnetycznego została ustalona z całkiem dobrą dokładnością. W dziedzinie medycyny, Wilson odkrył przeciwszkorbutowe działanie świeżego foczego mięsa, co zapobiegło śmiertelnemu zagrożeniu szkorbutem na tej i na późniejszych ekspedycjach.
Ogólna aprobata wyników naukowych przez Głównego Hydrografa marynarki (a wcześniej przeciwnika Scotta), Sir Williama Whartona, była zachęcająca. Jednakże po publikacji danych meteorologicznych ich dokładność była dyskutowana w środowisku naukowym, włączając w to prezesa Stowarzyszenia Fizycznego w Londynie, doktora Charlesa Chree. Scott bronił prac swojego zespołu, podczas gdy osobiście uważał publikacje Roydsa za „okropnie niedopracowane”.
Ekspedycja odniosła sukces w zwalczaniu początkowego stadium szkorbutu poprzez dietę zawierającą świeże mięso focze i Scott rekomendował ją późniejszym ekspedycjom polarnym. Nastąpiło to, mimo że medycyna pozostawała nieświadoma przyczyn choroby. W tym czasie wiedziano, że zawartość świeżego mięsa w diecie może stać się lekarstwem, lecz nie wiedziano, że przyczyną jest brak świeżego mięsa lub innego pożywienia zawierającego nieodkrytą wtedy jeszcze witaminę C. Stąd, świeże focze mięso zostało zabrane na podróż na południe „w razie gdybyśmy zostali zaatakowani przez szkorbut”. Podczas ekspedycji Nimrod odbywającej się w latach 1907–1909, Shackleton również uniknął szkorbutu poprzez uważne dobranie racji żywnościowych, włącznie z dodatkowym mięsem pingwinów i fok. Mimo tego, oficer Edward Evans niemal zmarł prawdopodobnie z powodu szkorbutu wywołanego z własnej winy podczas ekspedycji Tera Nova (1910–1913). Szkorbut był też szczególnie wyniszczający podczas pozostawionej samej sobie wyprawy na Morzu Rossa w latach 1915–1916. Szkorbut pozostał zagrożeniem dopóki ostatecznie nie odkryto jego przyczyn, ok. 25 lat po ekspedycji Discovery.

## Następstwa

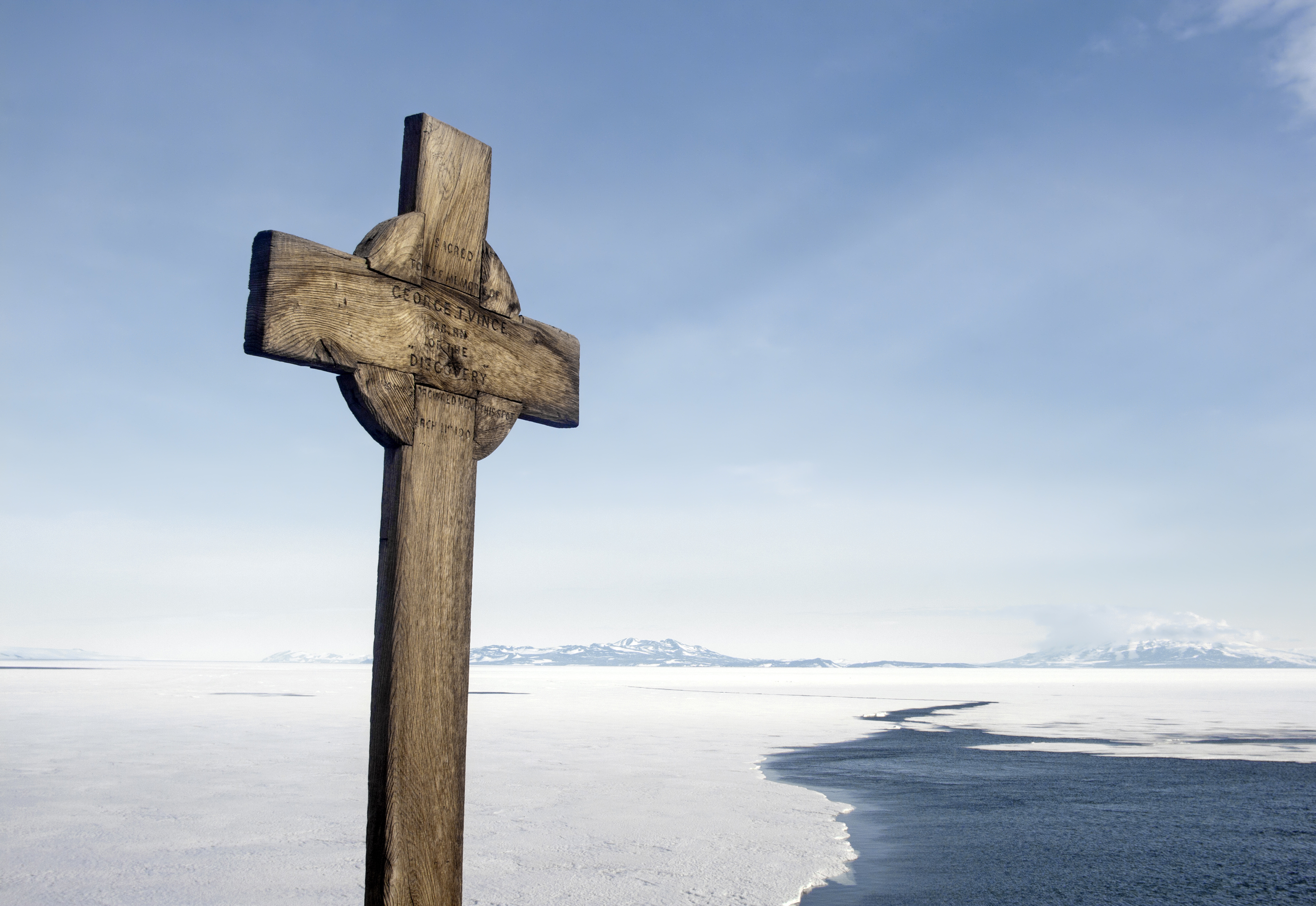
Krzyż upamiętniający Vince’a, wzniesiony na przylądku Hut Point

Scott dostał od Navy urlop na napisanie oficjalnego sprawozdania z ekspedycji, The Voyage of the Discovery (pl. Podróż Discovery). Zostało ono opublikowane w 1905 i dobrze się sprzedawało. Jednak relacja Scotta na temat załamania Shackletona podczas podróży na południe doprowadziła do niezgody pomiędzy dwoma mężczyznami, zwłaszcza na temat tego na ile według Scotta jego towarzysz miał być ciągnięty na saniach. Według niego poskutkowało to stosunkowo niezbyt imponującym wynikiem wyprawy.
Scott powrócił później do kariery w marynarce, najpierw jako asystent dyrektora Naval Intelligence, a w sierpniu 1906 jako dowódca okrętu flagowego obok wiceadmirała George’a Egertona na HMS „Victorious”. Do tego czasu stał się bohaterem narodowym, pomimo swojej awersji do bycia eksponowanym, a ekspedycja była prezentowana opinii publicznej jako triumf. Ta euforia nie sprzyjała obiektywnej analizie, ani przemyślanej ocenie mocnych i słabych stron ekspedycji. Szczególnie gloryfikacja przez Scotta ciągnięcia sań przez ludzi jako czegoś z istoty szlachetniejszego niż inne techniki podróży po lodzie doprowadziła do generalnego braku zaufania wobec metod z użyciem nart i psów. Ten sposób myślenia wpłynął na późniejsze ekspedycje. Wzbudziło to zdziwienie u doświadczonych polarników takich jak Fridtjof Nansen, u których zwykle zasięgano rady na takie tematy, lecz często się do nich nie stosowano.
Ekspedycja Discovery zapoczątkowała kariery antarktyczne kilku osób, które potem stały się filarami lub dowódcami ekspedycji w Epoce Wielkich Odkryć Antarktycznych (ang. Heroic Age of Antarctic Exploration). Poza Scottem i Shackletonem, Frank Wild i Ernest Joyce z dolnego pokładu kilkukrotnie powracali w lodowe tereny, widocznie nie będąc w stanie przystosować się ponownie do normalnego życia. William Lashly i Edgar Evans, kompani Scotta z podróży na zachód w 1903, dostosowali się do przyszłych planów swojego dowódcy i regularnie partnerowali mu w wyprawach na saniach. Tom Crean podążał za Scottem, jak i Shackletonem w dalszych ekspedycjach. Oficer „Teddy” Evans, pierwszy oficer na okręcie posiłkowym Morning, rozpoczął plany dowodzenia własną ekspedycją, zanim połączył się w jeden zespół ze Scottem w 1910.
Wkrótce po powrocie do swoich marynarskich obowiązków, Scott wyjawił Królewskiemu Stowarzyszeniu Geograficznym swój zamiar powrotu na Antarktydę, lecz ta informacja nie została początkowo upubliczniona. Shackleton uprzedził Scotta, na początku 1907 ogłaszając swoje plany ekspedycji na bliźniaczych okrętach, mającej na celu osiągnięcie geograficznego i magnetycznego Bieguna Południowego. Został zmuszony do ominięcia rejonu McMurdo Sound, który Scott uważał za swój prywatny obszar prac. W rzeczywistości, nie mogąc znaleźć bezpiecznego miejsca do lądowania nigdzie indziej, Shackleton był zmuszony złamać daną obietnicę. Jego ekspedycja odniosła duży sukces, z marszem na południe sięgającym równoleżnika 88°23′, mniej niż 100 mil geograficznych od Bieguna Południowego, zaś grupa północna zdobyła południowy biegun magnetyczny. Jednak złamanie zobowiązania przez Shackletona spowodowało znaczący rozłam w relacjach między mężczyznami, co doprowadziło do deprecjonowania przez Scotta swojego byłego towarzysza jako kłamcy i niegodziwca.
Plany Scotta stopniowo się spełniały: ekspedycja naukowa i geograficzna na wielką skalę z podbojem Bieguna Południowego jako głównym celem. Scott chciał uniknąć amatorskich aspektów pracy naukowej podczas ekspedycji Discovery. Wyznaczył Edwarda Wilsona na głównego naukowca, Wilson zaś dobrał doświadczony zespół. Ekspedycja wyruszyła w czerwcu 1910 na „Terra Novie”, jednym z okrętów posiłkowych „Discovery”. Przebieg wyprawy skomplikowało nieoczekiwanie jednoczesne przybycie do Antarktyki norweskiej ekspedycji Roalda Amundsena. Grupa Amundsena zdobyła Biegun Polarny 14 grudnia 1911 i powróciła bezpiecznie. Scott i czterech jego towarzyszy, w tym Wilson, osiągnęli cel 17 stycznia 1912 i zmarli podczas drogi powrotnej.